# Gnutella
Gnutella netværket er det fildelingsnetværk der primært er sat op af de to store fildelingsprogrammer: LimeWire og BearShare. Der findes desuden en del andre klienter der også benytter sig af Gnutella netværket.
De bruger dette netværk til at dele oplysninger om hvilke klienter der har hvilke filer, samt udføre søgninger i den samlede database. Det vil sige at man kan hente de samme filer på de to netværk.
Systemet er decentralt, det vil sige at der ikke er en central server der kontrollerer hele netværket og ved alt om alle, men at man i stedet forbinder sig direkte til andre klienter og sender søgninger ud på netværket ad denne vej.
Dette giver rig mulighed for at manipulere med søgeresultaterne, og netværket er da også, som så mange andre, plaget af falske søgeresultater, hvor en bot svarer med hits på alt hvad der søges på. Disse bots leverer ofte en fil der i stedet er en virus, trojan, propaganda eller andet der ikke har noget at gøre med det man egentlig søgte.
Gnutella benyttes som så mange andre fildelingsnetværk, primært af pirater, men netværket er ikke i sig selv ulovligt, da det også er muligt at dele legalt materiale via netværket og de tilhørende klienter.
| It | Spire Denne it-artikel er en spire som bør udbygges. Du er velkommen til at hjælpe Wikipedia ved at udvide den. |